# Креспиатика
Креспиа̀тика (на италиански: Crespiatica, на западноломбардски: Crespiàdega, Креспиадега) е село и община в Северна Италия, провинция Лоди, регион Ломбардия. Разположено е на 75 m надморска височина. Населението на общината е 2106 души (към 2012 г.).